# Njakschingda-See
Der Njakschingda-See (russisch Озеро Някшингда) ist ein See im zentralen Norden der russischen Region Krasnojarsk.

## Lage
Der 84,2 km² große Njakschingda-See liegt in den südlichen Ausläufern des Putorana-Gebirges, das Teil des Mittelsibirischen Berglands ist. Der etwa 252 m hoch gelegene langgestreckte See hat eine Länge von 27 km sowie eine maximale Breite von etwa 2,9 km. Der See ist von bis zu 800 m hohen Bergen umgeben. Der Njakschingda-See liegt 15 km westlich des Wiwisees. Der Njakschingda-See liegt in einer Tundralandschaft auf Höhe des Polarkreises. Zum 26 km weiter westlich gelegenen Agatasee fließt vom südwestlichen Seeende der Fluss Njakschingda.

## Einzugsgebiet
Das Einzugsgebiet des Njakschingda-Sees umfasst etwa 977 km². Der wichtigste Zufluss ist der in das nördliche Seeende mündende Irbukon.

## Seefauna
Im Njakschingda-See kommen Saiblinge, Muksun und die Salmoniden-Gattung Coregonus vor.